# سونيبات
سونيبات رمزها «SNP» (بالإنجليزية: Sonepat)‏ ، هو تقسيم إداري لدولة الهند تتبع ولاية هاريانا (بالإنجليزية: Haryana)‏ ، مركزها هو مدينة سونيبات (بالإنجليزية: Sonepat)‏ عدد سكانها حسب تعداد سنة 2001 هو 1,278,830 ، مساحتها 2,260 كم² وكثافة السكان 566 لكل كم² .

## المناخ
يظهر الجدول التالي التغييرات المناخية على مدار السنة لسونيبات:
| البيانات المناخية لـ{{{location}}}   | البيانات المناخية لـ{{{location}}} | البيانات المناخية لـ{{{location}}} | البيانات المناخية لـ{{{location}}} | البيانات المناخية لـ{{{location}}} | البيانات المناخية لـ{{{location}}} | البيانات المناخية لـ{{{location}}} | البيانات المناخية لـ{{{location}}} | البيانات المناخية لـ{{{location}}} | البيانات المناخية لـ{{{location}}} | البيانات المناخية لـ{{{location}}} | البيانات المناخية لـ{{{location}}} | البيانات المناخية لـ{{{location}}} | البيانات المناخية لـ{{{location}}} |
| الشهر                                | يناير                              | فبراير                             | مارس                               | أبريل                              | مايو                               | يونيو                              | يوليو                              | أغسطس                              | سبتمبر                             | أكتوبر                             | نوفمبر                             | ديسمبر                             | المعدل السنوي                      |
| ------------------------------------ | ---------------------------------- | ---------------------------------- | ---------------------------------- | ---------------------------------- | ---------------------------------- | ---------------------------------- | ---------------------------------- | ---------------------------------- | ---------------------------------- | ---------------------------------- | ---------------------------------- | ---------------------------------- | ---------------------------------- |
| متوسط درجة الحرارة الكبرى °م (°ف)    | 21 (70)                            | 24 (75)                            | 30 (86)                            | 37 (99)                            | 40 (104)                           | 38 (100)                           | 35 (95)                            | 34 (93)                            | 34 (93)                            | 33 (91)                            | 28 (82)                            | 22 (72)                            | 31 (88)                            |
| متوسط درجة الحرارة الصغرى °م (°ف)    | 8 (46)                             | 11 (52)                            | 16 (61)                            | 22 (72)                            | 27 (81)                            | 28 (82)                            | 28 (82)                            | 27 (81)                            | 26 (79)                            | 21 (70)                            | 14 (57)                            | 9 (48)                             | 20 (68)                            |
| معدل هطول الأمطار مم (إنش)           | 19.7 (0.78)                        | 24.6 (0.97)                        | 24.6 (0.97)                        | 10.1 (0.40)                        | 40.7 (1.60)                        | 96.9 (3.81)                        | 190 (7.5)                          | 201 (7.9)                          | 134.3 (5.29)                       | 12 (0.5)                           | 4 (0.2)                            | 10 (0.4)                           | 767.9 (30.32)                      |
| متوسط الرطوبة النسبية (%)            | 66                                 | 58                                 | 47                                 | 32                                 | 35                                 | 53                                 | 68                                 | 71                                 | 66                                 | 55                                 | 51                                 | 63                                 | 55                                 |
| المصدر #1: http://www.myweather2.com |                                    |                                    |                                    |                                    |                                    |                                    |                                    |                                    |                                    |                                    |                                    |                                    |                                    |
| المصدر #2: http://www.meoweather.com |                                    |                                    |                                    |                                    |                                    |                                    |                                    |                                    |                                    |                                    |                                    |                                    |                                    |

## أعلام
- ديباك مالك
- سنجاي كومار
- مانوشي تشولار